# Jan Zemmelink
Jan Zemmelink (IJzevoorde, 5 januari 1800 - Zutphen, 17 juli 1829) was een Nederlands onderwijzer te Doetinchem, Doesburg en Zutphen die veel heeft bijgedragen aan het niveau van het lager onderwijs in Nederland.
Zemmelink behoorde in 1820 tot de eerste lichting onderwijzers van de in 1816 opgerichte Rijkskweekschool te Haarlem. Met de opening van de Haarlemse kweekschool ging de Rijksoverheid zich actief bemoeien met het opleiden van onderwijzers.

## Beknopte biografie
Jan Zemmelink werd geboren op de boerenherberg 'Wiemelink' in het gehucht IJzevoorde. Hij was het oudste kind van Harmen Semmelink (1766-1820) en Harmina Mellink (1771-1835). Zemmelink werd omstreeks 1815 ontdekt door de gouverneur van Gelderland Jan Elias graaf van Lynden. Onder de indruk van zijn kunnen, besloot de gouverneur Zemmelink op te nemen in zijn huis in Arnhem, alwaar hij beter onderwijs zou kunnen volgen. Nadat in 1816 de eerste Rijks Kweekschool werd opgericht, wist Van Lynden door zijn goede contacten met de Hoofdinspecteur van het Lager Onderwijs, te bewerkstelligen dat Zemmelink werd toegelaten tot de kweekschool. 

## Wetenswaardigheden
- Jan Zemmelink is een broer van Bernardus Semmelink (onderwijzer), en een oom van Jan Semmelink (officier van gezondheid) en Derk Semmelink (architect).
- In tegenstelling tot zijn broers en zussen, schreef hij zijn naam met een 'Z' [1].